# Barajul Dospat
Dospat este un baraj situat în partea de vest a munților Rodopi, Bulgaria. Situat la o altitudine de peste 1.200 m, este considerat cel mai înalt baraj din țară. Suprafața lacului de acumulare este de 22 km 2, ceea ce îi conferă locul secund în rândul capacităților de stocare ale barajelor bulgărești.